# Моран, Лоис
Ло́ис Мо́ран (англ. Lois Moran; 1 марта 1909, Питтсбург, Пенсильвания — 13 июля 1990, Седона) — американская актриса театра, кино и телевидения.

## Биография
Лоис Дарлингтон Даулинг (настоящее имя актрисы) родилась 1 марта 1909 года в Питтсбурге (штат Пенсильвания, США). Отца звали Роджер Даулинг (ум. 1910), мать — Глэдис Эванс Даулинг. Через несколько лет после смерти мужа её мать вышла замуж за мужчину по имени Тимоти Моран — именно эту фамилию в будущем девушка и сделала своим сценическим псевдонимом. Когда Лоис было девять лет, её отчим (которого она позже описала как «моего самого дорогого человека в мире после матери») умер от гриппа. В 1921 году с матерью уехали в Париж, девочка хотела обучаться там танцу. Именно в Париже 13-летняя Лоис впервые появилась на театральных подмостках: она пела и танцевала в постановках, даваемых в известной Парижской национальной опере. Вскоре, во Франции же, девушка начала карьеру киноактрисы. К 1925 году она вернулась в США, где начала сниматься в голливудских картинах. Её кинокарьера была недлинной: с 1924 по 1932 год Моран появилась в 36 фильмах (три из которых были короткометражными), затем в 1954—1955 она недолго снималась в телесериалах, и наконец в 1974 году появилась в небольшой роли в немецкой кинокартине «Алиса в городах», после чего удалилась на покой.
Лоис Моран скончалась 13 июля 1990 года в доме престарелых в городе Седона (штат Аризона) от рака. Актрисе был 81 год. Её тело было кремировано, прах развеян.

### Личная жизнь
В 1935 году Лоис Моран вышла замуж за мужчину по имени Кларенс М. Янг, полковника, помощника министра торговли. Брак продолжался 38 лет до самой смерти мужа в апреле 1973 года. Остался сын, Тимоти.
Также известно о непродолжительном романе Моран в 1927 году с известным писателем Фрэнсисом Скоттом Фицджеральдом: именно с её образа он списал главную героиню, Розмари Хойт, своего романа «Ночь нежна» (1934).

## Бродвей
- 1930—1931 — Это Нью-Йорк / This is New York — Эмма Кралл
- 1931—1933 — О тебе я пою[англ.] / Of Thee I Sing — Мэри Тёрнер
- 1933—1934 — Пусть они едят торт[англ.] / Let 'Em Eat Cake — Мэри Уинтергрин

## Избранная фильмография
- 1924 — Галерея монстров[англ.] / La Galerie des monstres[10] — Ральда / Офелия
- 1925 — Покойный Матиас Паскаль[англ.] / Feu Mathias Pascal[10] — Адрианна Палери
- 1925 — Стелла Даллас[англ.] / Stella Dallas — Лорел Даллас
- 1926 — Просто предположим[англ.] / Just Suppose — Линда Ли Стаффорд
- 1926 — Дорога в Мандалай[англ.] / The Road to Mandalay — дочь Джо
- 1926 — Бог дал мне двадцать центов[англ.] / God Gave Me Twenty Cents — Мэри
- 1927 — Публичное безумие[англ.] / Publicity Madness — Виолет
- 1928 — Меткие стрелки[англ.] / Sharp Shooters — Лоретта
- 1930 — Мэмми[англ.] / Mammy — Нора Мидоус
- 1930 — Суп для чудаков[англ.] / Soup to Nuts — Красавица
- 1931 — Трансатлантический корабль[англ.] / Transatlantic — Джуди Крамер
- 1931 — К западу от Бродвея[англ.] / West of Broadway — Дот Стивенс
- 1954 — Линейка[англ.] / The Lineup — миссис Уорнер (в эпизоде The Christmas Story)
- 1954—1955 — Набережная / Waterfront — Мэй Херрик (в 31 эпизоде)
- 1974 — Алиса в городах / Alice in den Städten[11] — стюардесса

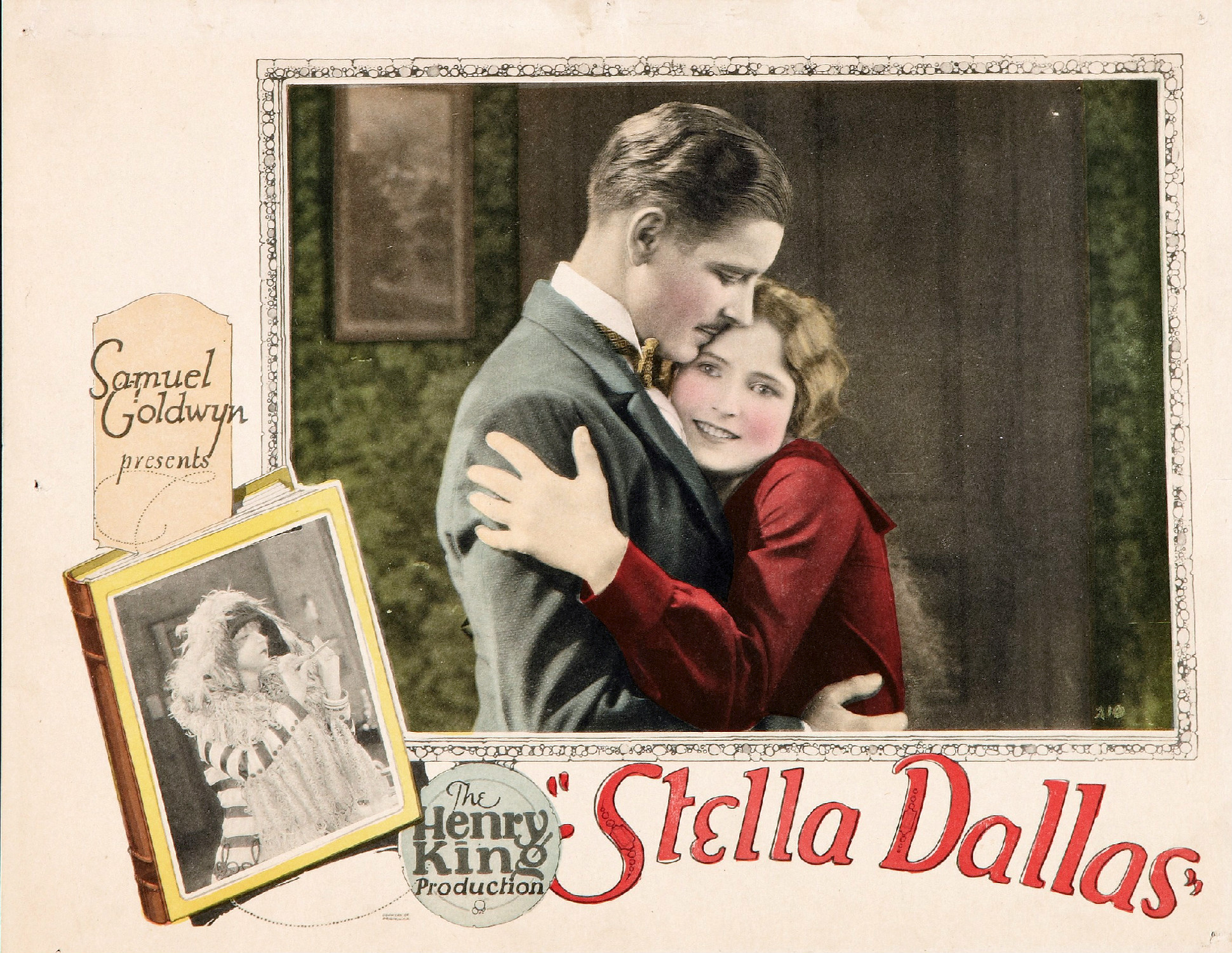
С Рональдом Колманом на лобби-карточке фильма «Стелла Даллас[англ.]» (1925)
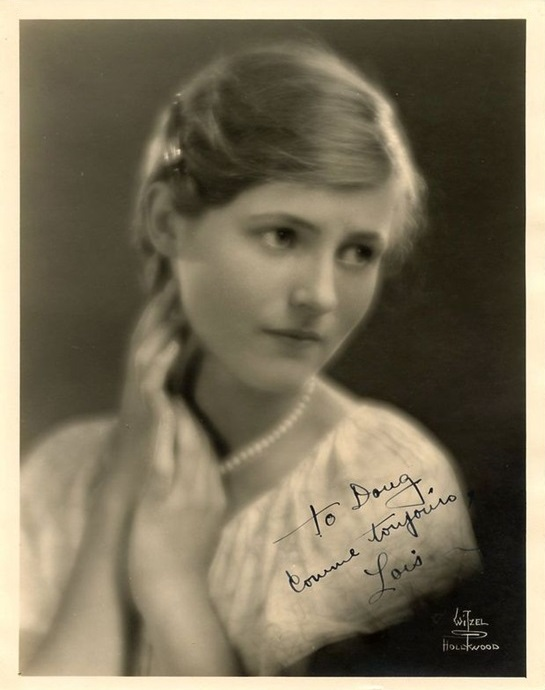
Фото ок. 1926 года
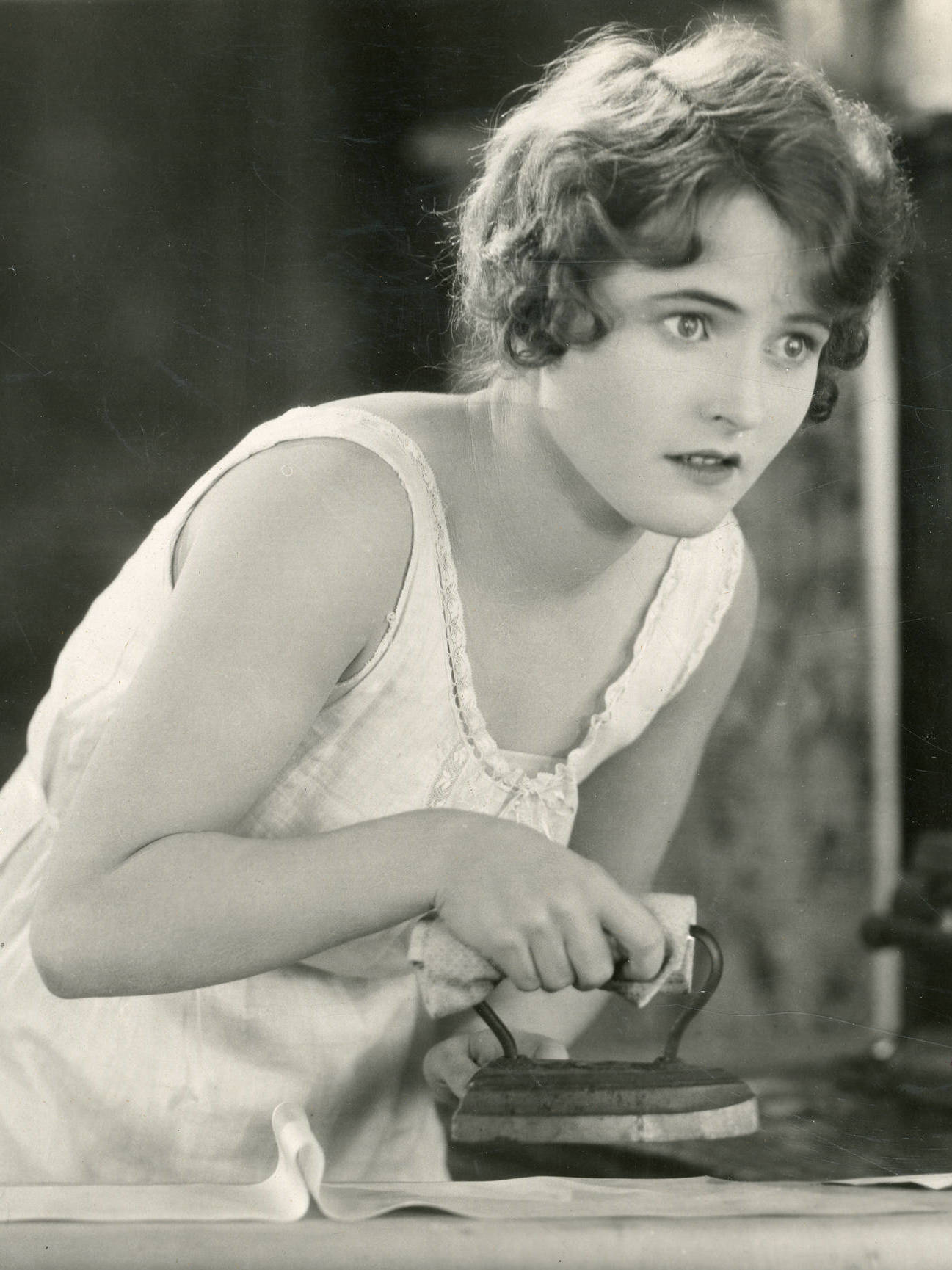
В фильме «Бог дал мне двадцать центов[англ.]» (1926)
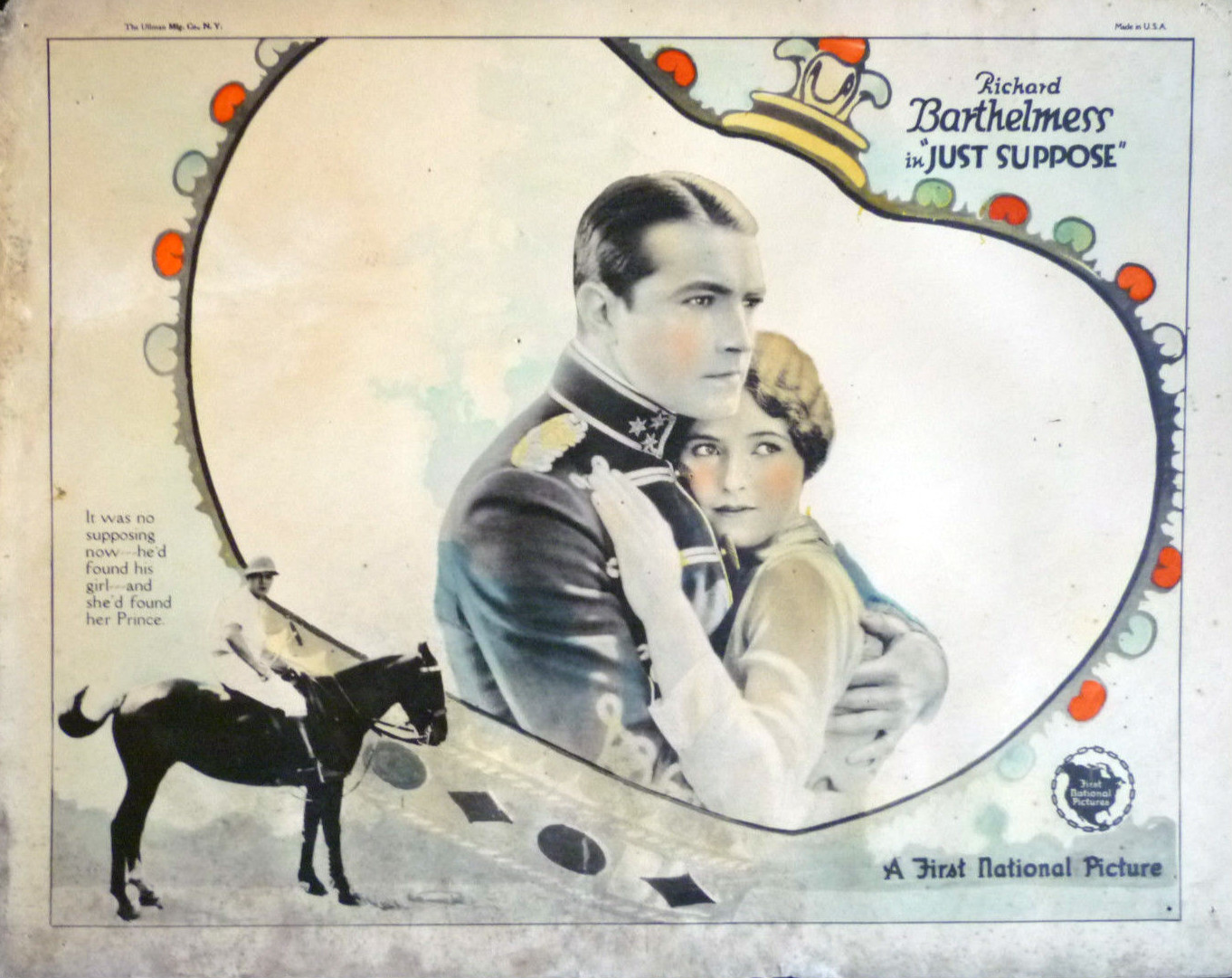
С Ричардом Бартелмессом на лобби-карточке фильма «Просто предположим[англ.]» (1926)
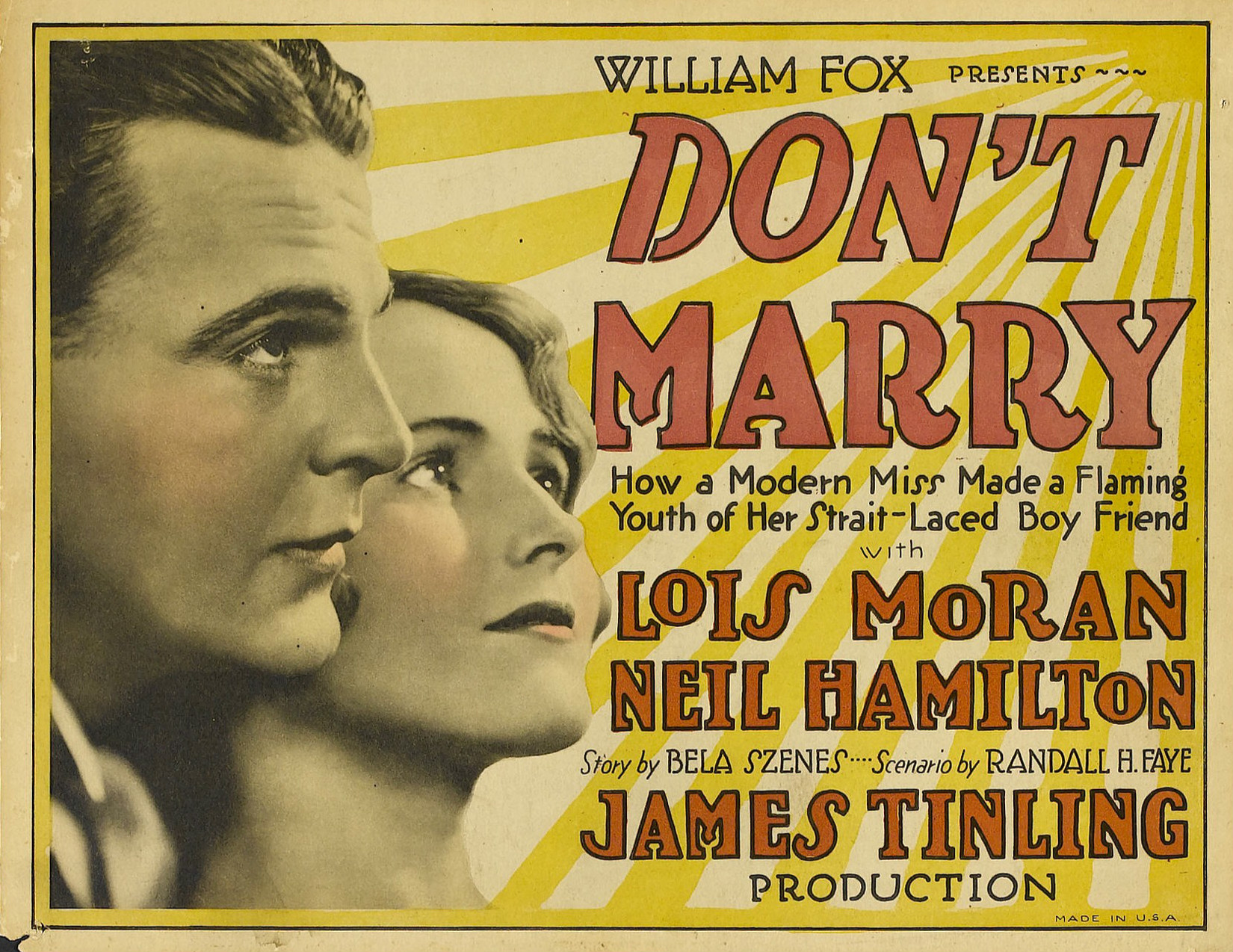
С Нилом Хэмилтоном[англ.] на лобби-карточке фильма «Не женись» (1928)
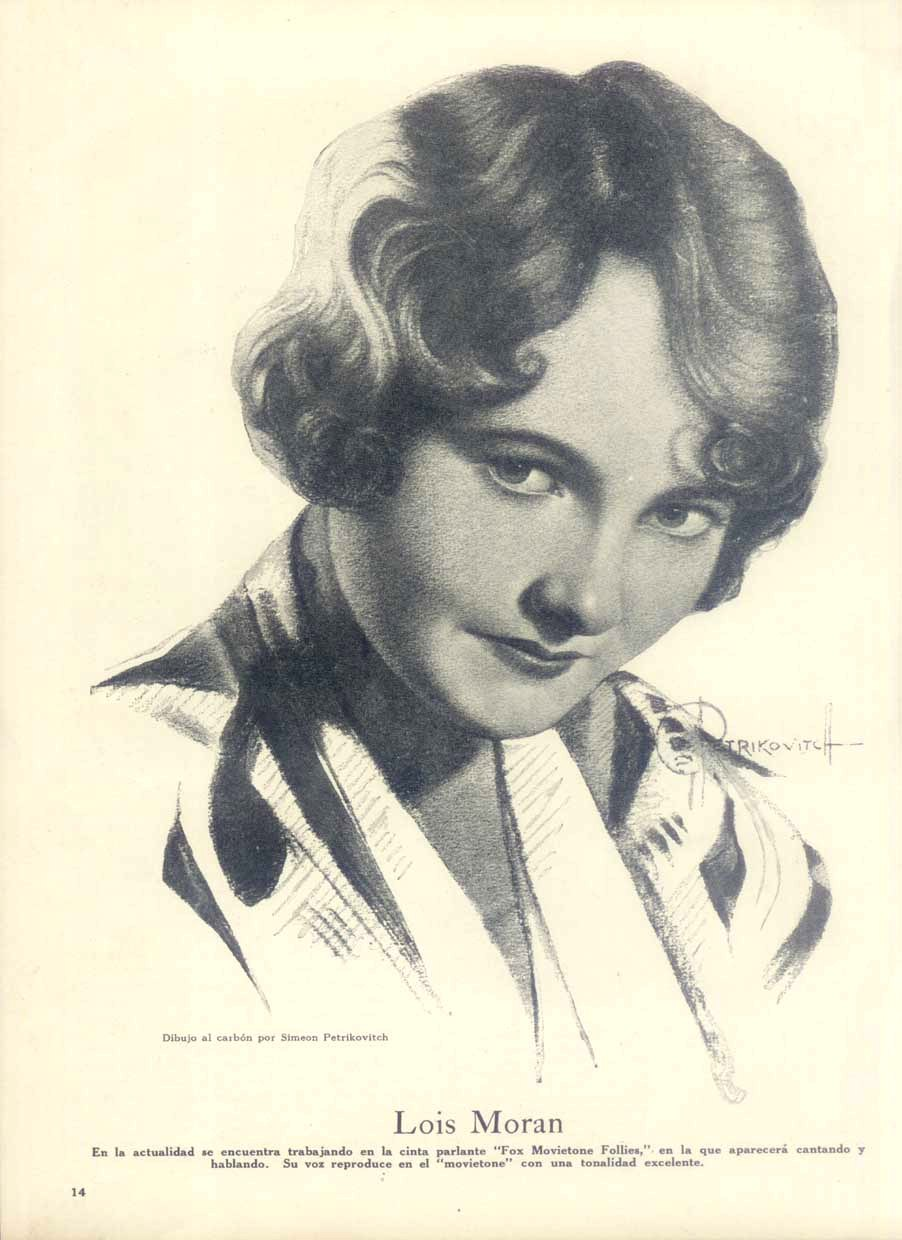
Фото 1929 года
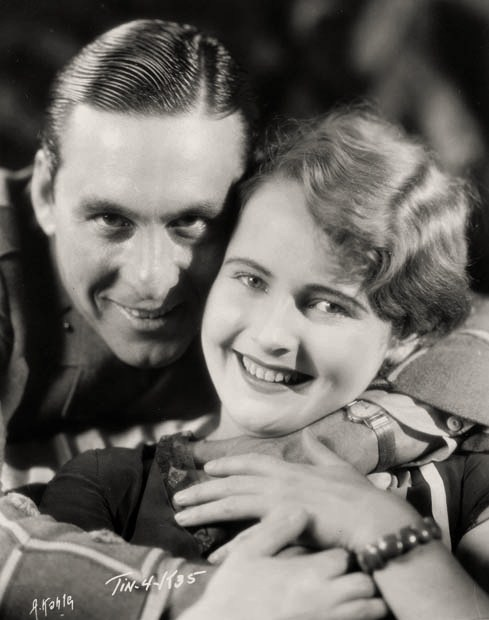
С Джорджем О’Брайеном в фильме «Настоящий рай» (1929)
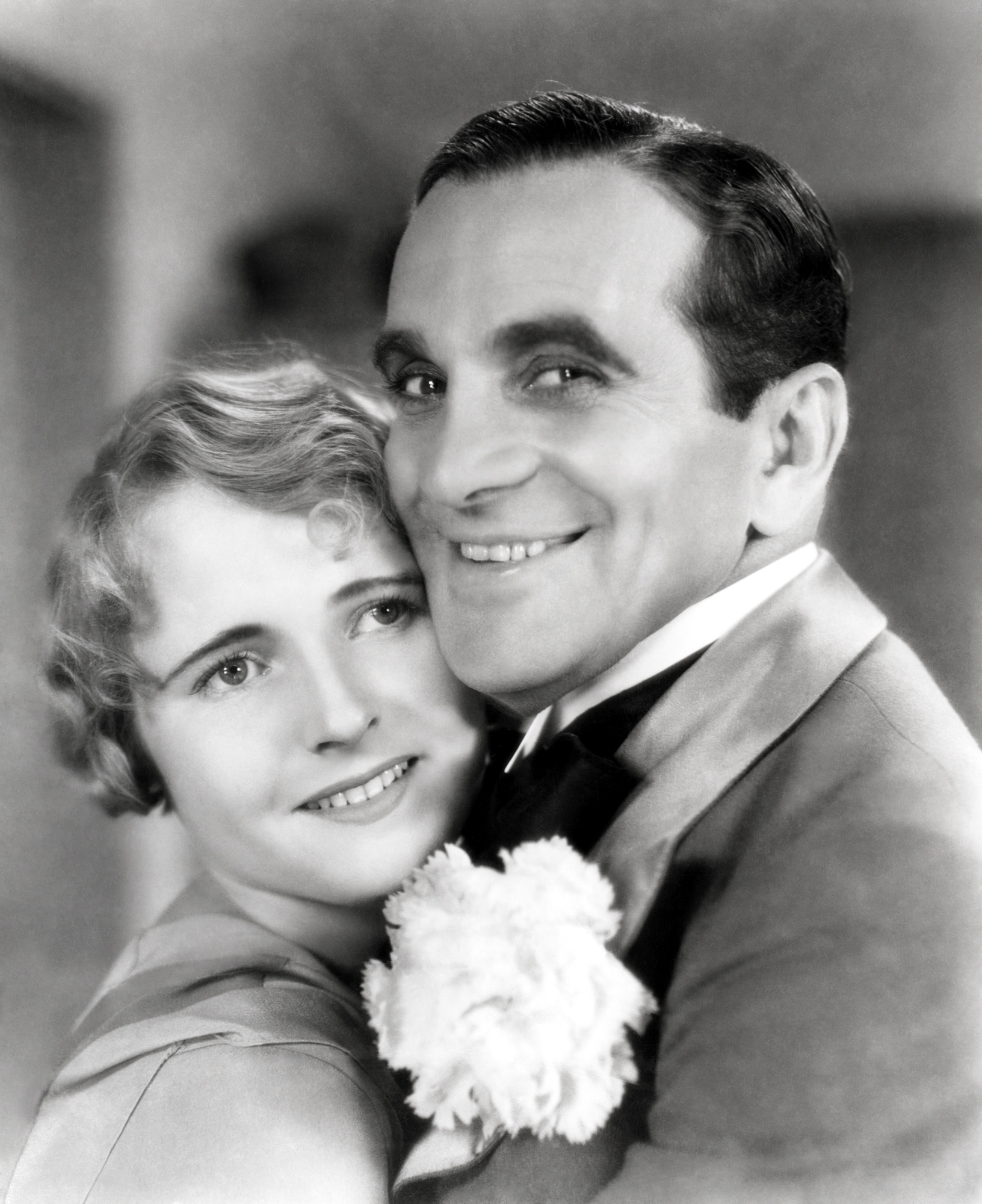
С Элом Джолсоном в фильме «Мэмми[англ.]» (1930)
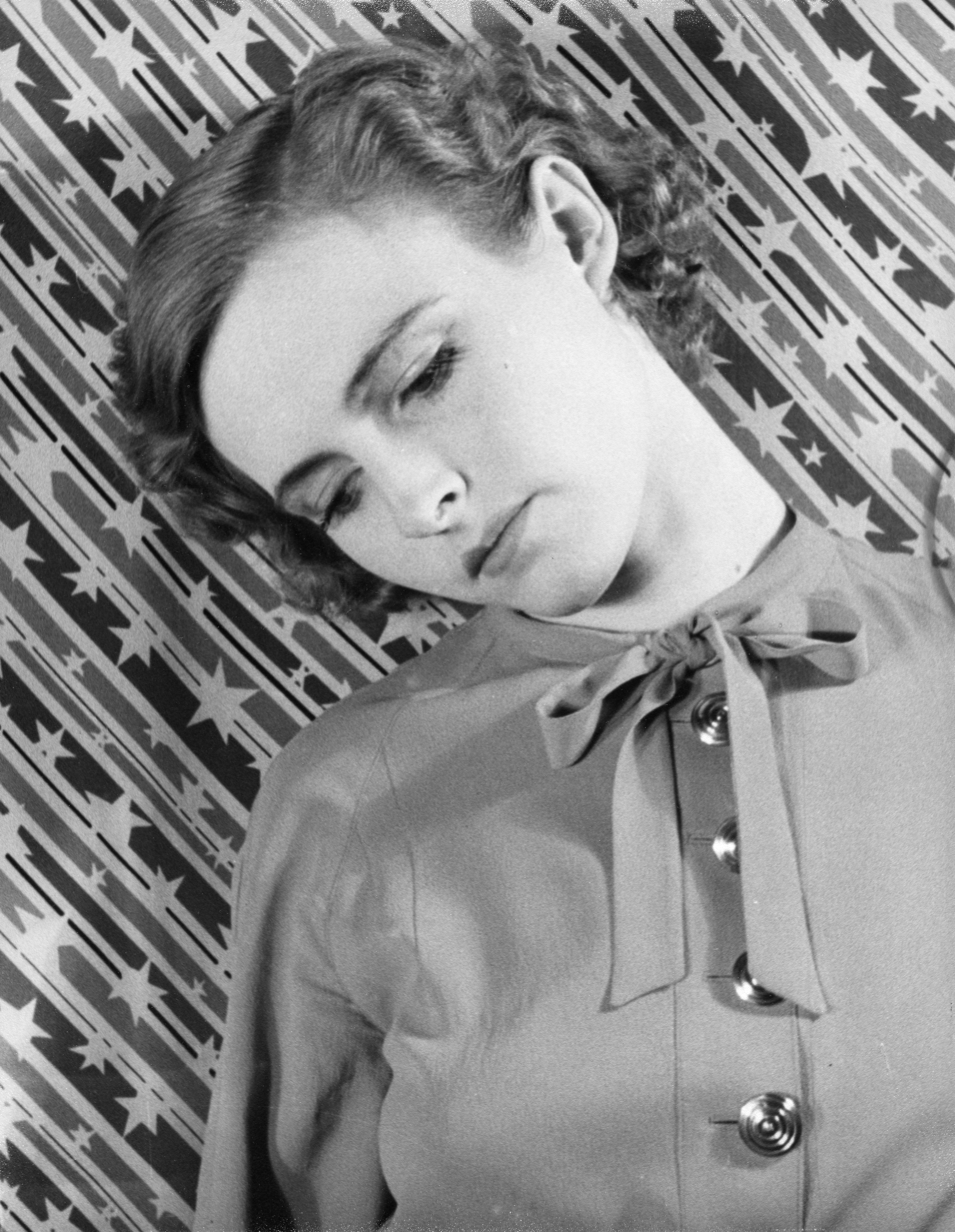
Фото 1932 года, автор —  Карл Ван Вехтен